# Hellbutcher
Hellbutcher är ett svenskt black- och speed metal-band, bildat 2022. Bandets låttexter handlar bland annat om satanism och ondska. Hellbutcher är sajnade på etiketten Metal Blade Records.

## Medlemmar
- Hellbutcher (Per Gustavsson) – sång (2022–), basgitarr (2022–2023)
- Devastator (Martin Axenrot) – trummor (2022–)
- Necrophiliac (Dan Andersson) – sologitarr (2022–)
- Eld (Frode Kilvik) – basgitarr (2023–)
- Iron Beast (Fredrik Folkare) – kompgitarr[2] (2023–)

## Diskografi
Studioalbum
- 2024 – Hellbutcher

Demoer
- 2022 – Death's Rider